# Volta a Cataluña 1963
La Volta a Cataluña 1963 fue la 43.ª edición de la Volta a Cataluña. Se disputó en 9 etapas del 8 al 15 de septiembre de 1963 con un total de 1.282,5 km. El vencedor final fue el francés Joseph Novales del equipo Margnat-Paloma por delante de los españoles Angelino Soler y Antonio Suárez, ambos del Faema-Flandria.
La cuarta y la octava etapas estaban divididas en dos sectores. Hubo dos contrarrelojes individuales; una por equipos en el primer sector de la cuarta etapa y la otra en el segundo sector de la octava etapa en Reus.

## Etapas
| Etapa | Fecha            | Ciudades de etapa                              | km    | Vencedor de la etapa | Líder de la general |
| ----- | ---------------- | ---------------------------------------------- | ----- | -------------------- | ------------------- |
| 1ª    | 8 de septiembre  | Circuito de Montjuïc (Barcelona)               | 39,0  | Jean Graczyk         | Jean Graczyk        |
| 2ª    | 8 de septiembre  | Barcelona – Calella                            | 77,5  | Jean Graczyk         | Jean Graczyk        |
| 4ª    | 9 de septiembre  | Calella - Lloret de Mar                        | 186,0 | Frans Brands         | Joseph Novales      |
| 4ª A  | 10 de septiembre | Lloret de Mar - Sant Feliu de Guíxols (CRE)    | 42,0  | Margnat-Paloma       | Joseph Novales      |
| 4ª B  | 10 de septiembre | Sant Feliu de Guíxols - Ribas de Freser        | 141,0 | Fernando Manzaneque  | Joseph Novales      |
| 5ª    | 11 de septiembre | Ribas de Freser - Las Escaldas-Engordany (AND) | 120,0 | Antonio Karmany      | Joseph Novales      |
| 6ª    | 12 de septiembre | Seo de Urgel - Tarragona                       | 229,0 | Antonio Bertrán      | Joseph Novales      |
| 7ª    | 13 de septiembre | Tarragona - Tortosa                            | 143,0 | Jaime Alomar         | Joseph Novales      |
| 8ª A  | 14 de septiembre | Tortosa - Salou                                | 126,0 | Jaime Alomar         | Joseph Novales      |
| 8ª B  | 14 de septiembre | Salou - Reus (CRI)                             | 38,0  | Valentín Uriona      | Joseph Novales      |
| 9ª    | 15 de septiembre | Reus - Barcelona                               | 141,0 | Antón Barrutia       | Joseph Novales      |

### 1ª etapa[1]
08-09-1963: Circuito de Montjuïc (Barcelona), 39,0:
|   | Ciclista          | Equipo         | Tiempo  |
| - | ----------------- | -------------- | ------- |
| 1 | Jean Graczyk      | Margnat-Paloma | 55' 34" |
| 2 | Carlos Echeverría | Kas            | m. t.   |
| 3 | José Segú         | Faema-Flandria | m. t.   |

|   | Ciclista          | Equip          | Temps   |
| - | ----------------- | -------------- | ------- |
| 1 | Jean Graczyk      | Margnat-Paloma | 55' 34" |
| 2 | Carlos Echeverría | Kas            | m. t.   |
| 3 | José Segú         | Faema-Flandria | m. t.   |

### 2ª etapa
08-09-1963: Barcelona – Calella, 77,5 km.:
|   | Ciclista        | Equipo         | Tiempo     |
| - | --------------- | -------------- | ---------- |
| 1 | Jean Graczyk    | Margnat-Paloma | 1h 42' 25" |
| 2 | José Segú       | Faema-Flandria | m. t.      |
| 3 | Roberto Morales | Kas            | m. t.      |

|   | Ciclista          | Equipo         | Tiempo     |
| - | ----------------- | -------------- | ---------- |
| 1 | Jean Graczyk      | Margnat-Paloma | 2h 37' 59" |
| 2 | José Segú         | Faema-Flandria | m. t.      |
| 3 | Carlos Echeverría | Kas            | m. t.      |

### 3ª etapa[2]
09-09-1963: Calella – Lloret de Mar, 186,0 km.:
|   | Ciclista          | Equipo         | Tiempo     |
| - | ----------------- | -------------- | ---------- |
| 1 | Frans Brands      | Faema-Flandria | 5h 37' 25" |
| 2 | Joseph Novales    | Margnat-Paloma | m. t.      |
| 3 | Salvador Honrubia | Ferrys         | + 27"      |

|   | Ciclista            | Equipo          | Tiempo     |
| - | ------------------- | --------------- | ---------- |
| 1 | Joseph Novales      | Margnat-Paloma  | 8h 15' 24" |
| 2 | Frans Brands        | Faema-Flandria  | + 54"      |
| 3 | Giovanni Bettinelli | Cité-Telesprint | + 1' 18"   |

### 4ª etapa
10-09-1963: (4A Lloret de Mar - Sant Feliu de Guíxols 42 km CRE) y (4B Sant Feliu de Guíxols - Ribas de Freser 141 km):
|   | Equipo         | Tiempo     |
| - | -------------- | ---------- |
| 1 | Margnat-Paloma | 1h 00' 14" |
| 2 | Faema-Flandria | + 29"      |
| 3 | Kas            | + 1' 05"   |

|   | Ciclista            | Equipo         | Tiempo     |
| - | ------------------- | -------------- | ---------- |
| 1 | Fernando Manzaneque | Ferrys         | 4h 16' 46" |
| 2 | Francisco Gabica    | Kas            | + 17"      |
| 3 | Angelino Soler      | Faema-Flandria | + 27"      |

|   | Ciclista                | Equipo         | Tiempo     |
| - | ----------------------- | -------------- | ---------- |
| 1 | Joseph Novales          | Margnat-Paloma | 5h 17' 32" |
| 2 | Angelino Soler          | Faema-Flandria | + 24"      |
| 3 | Antonio Gómez del Moral | Faema-Flandria | + 29"      |

|   | Ciclista                | Equipo         | Tiempo      |
| - | ----------------------- | -------------- | ----------- |
| 1 | Joseph Novales          | Margnat-Paloma | 13h 32' 56" |
| 2 | Salvador Honrubia       | Ferrys         | + 3' 28"    |
| 3 | Antonio Gómez del Moral | Faema-Flandria | + 6' 28"    |

### 5ª etapa A[3]
11-09-1963: Ribas de Freser - Las Escaldas-Engordany, 120,0 km.:
|   | Ciclista         | Equipo         | Tiempo     |
| - | ---------------- | -------------- | ---------- |
| 1 | Antonio Karmany  | Ferrys         | 3h 02' 16" |
| 2 | Sebastián Elorza | Kas            | + 07"      |
| 3 | José Segú        | Faema-Flandria | + 45"      |

|   | Ciclista                | Equipo         | Tiempo      |
| - | ----------------------- | -------------- | ----------- |
| 1 | Joseph Novales          | Margnat-Paloma | 16h 35' 57" |
| 2 | Antonio Gómez del Moral | Faema-Flandria | + 6' 28"    |
| 3 | Angelino Soler          | Faema-Flandria | + 6' 32"    |

### 6ª etapa A[4]
12-09-1963: Seo de Urgel - Tarragona, 229,0 km.:
|   | Ciclista         | Equipo          | Tiempo     |
| - | ---------------- | --------------- | ---------- |
| 1 | Antonio Bertrán  | Ferrys          | 6h 18' 09" |
| 2 | Roberto Morales  | Kas             | m. t.      |
| 3 | Antonio Carreras | Cité-Telesprint | m. t.      |

|   | Ciclista                | Equipo         | Tiempo      |
| - | ----------------------- | -------------- | ----------- |
| 1 | Joseph Novales          | Margnat-Paloma | 22h 57' 36" |
| 2 | Antonio Gómez del Moral | Faema-Flandria | + 6' 28"    |
| 3 | Angelino Soler          | Faema-Flandria | + 6' 32"    |

### 7ª etapa A[5]
13-09-1963: Tarragona - Tortosa, 143,0 km.:
|   | Ciclista          | Equipo          | Tiempo     |
| - | ----------------- | --------------- | ---------- |
| 1 | Jaime Alomar      | Cité-Telesprint | 3h 38' 21" |
| 2 | José Segú         | Faema-Flandria  | m. t.      |
| 3 | Carlos Echeverría | Kas             | m. t.      |

|   | Ciclista                | Equipo         | Tiempo      |
| - | ----------------------- | -------------- | ----------- |
| 1 | Joseph Novales          | Margnat-Paloma | 26h 35' 57" |
| 2 | Antonio Gómez del Moral | Faema-Flandria | + 6' 28"    |
| 3 | Angelino Soler          | Faema-Flandria | + 6' 32"    |

### 8ª etapa[6]
14-09-1963: (8A Tortosa - Salou 126 km) y (8B Salou - Reus 38 km CRI):
|   | Ciclista      | Equipo              | Tiempo     |
| - | ------------- | ------------------- | ---------- |
| 1 | Jaime Alomar  | Cité-Telesprint     | 3h 31' 52" |
| 2 | José Quesada  | C.C. Barcelonès-EMI | + 2' 40"   |
| 3 | Pietro Zoppas | Cité-Telesprint     | + 2' 49"   |

|   | Ciclista        | Equipo         | Tiempo  |
| - | --------------- | -------------- | ------- |
| 1 | Valentín Uriona | Kas            | 59' 54" |
| 2 | Angelino Soler  | Faema-Flandria | + 44"   |
| 3 | Antonio Suárez  | Faema-Flandria | + 48"   |

|   | Ciclista        | Equipo          | Tiempo     |
| - | --------------- | --------------- | ---------- |
| 1 | Valentín Uriona | Kas             | 4h 34' 35" |
| 2 | Jaime Alomar    | Cité-Telesprint | + 10"      |
| 3 | Angelino Soler  | Faema-Flandria  | + 44"      |

|   | Ciclista       | Equipo         | Tiempo      |
| - | -------------- | -------------- | ----------- |
| 1 | Joseph Novales | Margnat-Paloma | 31h 12' 18" |
| 2 | Angelino Soler | Faema-Flandria | + 5' 30"    |
| 3 | Antonio Suárez | Faema-Flandria | + 5' 39"    |

### 9ª etapa A[7]
15-09-1963: Reus - Barcelona, 141,0 km.:
|   | Ciclista       | Equipo          | Tiempo     |
| - | -------------- | --------------- | ---------- |
| 1 | Antón Barrutia | Kas             | 3h 48' 06" |
| 2 | Jorge Nicolau  | Cité-Telesprint | m. t.      |
| 3 | José Segú      | Faema-Flandria  | m. t.      |

|   | Ciclista       | Equipo         | Tiempo      |
| - | -------------- | -------------- | ----------- |
| 1 | Joseph Novales | Margnat-Paloma | 35h 01' 05" |
| 2 | Angelino Soler | Faema-Flandria | + 5' 30"    |
| 3 | Antonio Suárez | Faema-Flandria | + 5' 39"    |

## Clasificación General
|    | Ciclista                | Equipo         | Tiempo      |
| -- | ----------------------- | -------------- | ----------- |
|    | Joseph Novales          | Margnat-Paloma | 35h 01' 05" |
| 2  | Angelino Soler          | Faema-Flandria | + 5' 30"    |
| 3  | Antonio Suárez          | Faema-Flandria | + 5' 39"    |
| 4  | Valentín Uriona         | Kas            | + 6' 14"    |
| 5  | Eusebio Vélez           | Kas            | + 6' 48"    |
| 6  | Francisco Gabica        | Kas            | + 6' 51"    |
| 7  | Antonio Gómez del Moral | Faema-Flandria | + 8' 28"    |
| 8  | Peter Crinnion          | Margnat-Paloma | + 8' 56"    |
| 9  | Antonio Karmany         | Ferrys         | + 9' 54"    |
| 10 | Fernando Manzaneque     | Ferrys         | + 10' 10"   |